# Wolfgang Hottenrott
Wolfgang Hottenrott (n. 13 iunie 1940, Hannover, Reich-ul German) este un canotor, medaliat olimpic. A participat la 3 ediții ale Jocurilor Olimpice (1964, 1968, 1972) în care a câștigat o medalie de aur și o medalie de bronz.